# 크리스타 루딩

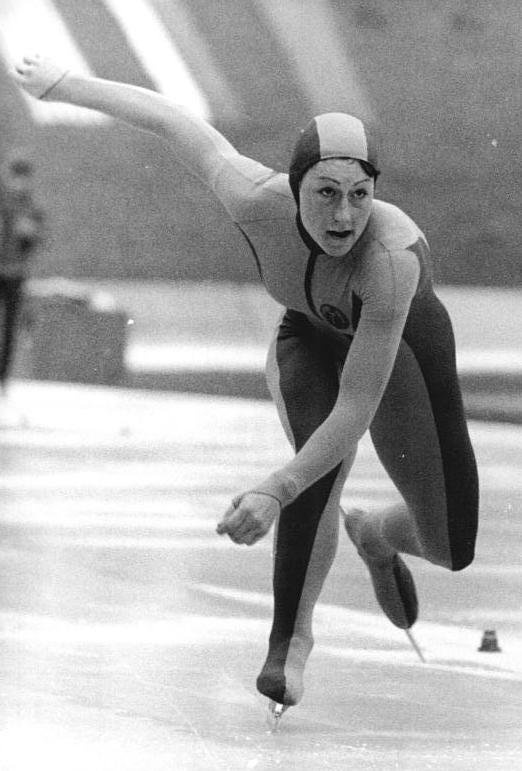

크리스타 루딩(독일어: Christa Luding, 1959년 12월 4일 ~ )은 독일의 여자 스피드스케이팅 선수 겸 사이클 선수이다. 결혼 전 성은 로텐부르거(독일어: Rothenburger)이다. 1988년 동계 올림픽과 하계 올림픽에서 모두 메달을 딴 경력을 갖고 있다. 그녀는 같은 해(1988년)에 동하계 올림픽 메달을 획득한 유일한 선수로, 동하계 올림픽 개최 시기가 엇갈려 더 이상은 불가능하다. 또한 연속적인 동계 올림픽과 하계 올림픽에서 메달을 획득한 최초의 사람이며, 반대의 경우로도 최초이다. 스피드스케이팅에서는 두 번의 올림픽에서 금메달을 획득했고, 사이클에서는 은메달을 획득했다. 
동독 출신으로, 젊은 시절부터 크게 두각을 나타내었다. 스피드 스케이팅 단거리 부문을 주로 하여, 세계 최고의 여자 단거리 스프린터로 이름을 알렸다. 1984년 동계 올림픽 500m에서 금메달을 땄으며, 1985년과 1988년 세계 스프린트 선수권 대회에서 우승했으며, 500m와 1000m에서 여러 차례 세계 신기록을 경신했다. 한편 여름 시즌 동안에는 사이클을 병행하며 선수로도 대회에 참가하여 1986년 세계 사이클 선수권 대회 트랙 부문에서 우승하였다.
1988년 캐나다 캘거리에서 열린 제15회 동계 올림픽 대회에서 1000m 금메달, 500m 은메달을 획득하였다. 동계 시즌 직후, 코치인 에른스트 루딩과 결혼하여 성을 루딩으로 고쳤고 곧바로 사이클로 전향, 1988년 대한민국 서울에서 열린 제24회 하계 올림픽에 참가, 트랙 스프린트에서 은메달을 땄다. 그는 올림픽 역사상 같은 해에 열린 동계와 하계 대회에서 한꺼번에 메달을 딴 유일한 선수로 기록되어 있다.
독일 통일 후에도 통일 독일의 스피드스케이팅 대표로 1992년 동계 올림픽에 참가, 500m에서 동메달을 딴 후 은퇴했다.